# Epimecis plumbilinea
Epimecis plumbilinea là một loài bướm đêm trong họ Geometridae.